# Grenoble Foot 38

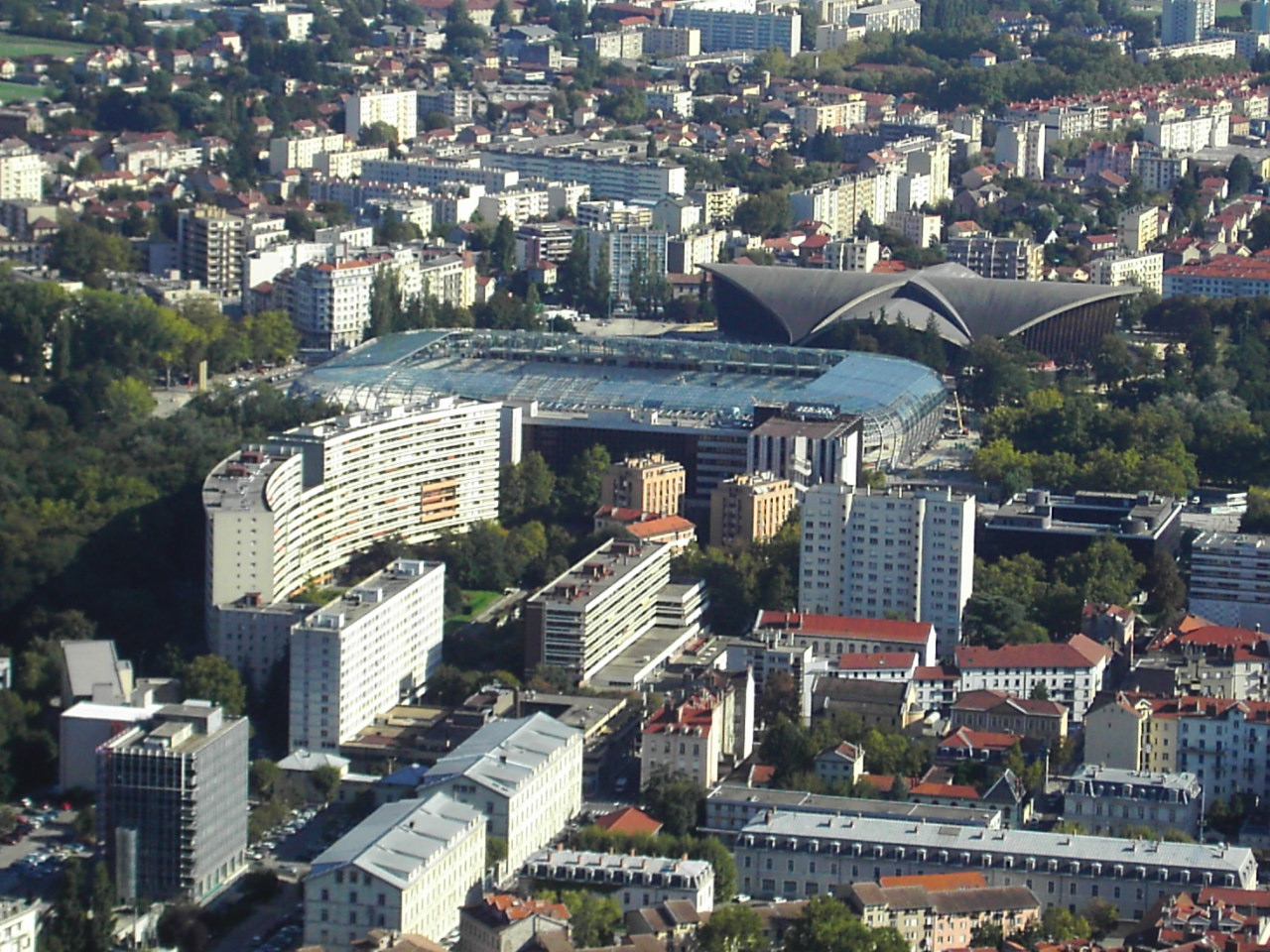
Stade des Alpes

Grenoble Foot 38 är en fransk fotbollsklubb från Grenoble. Klubben grundades 1997 efter en sammanslagning av Olympique Grenoble Isère och Norcap Olympique. Hemmamatcherna spelas på Stade des Alpes. Säsongen 2008/2009 spelade laget i Frankrikes högsta division, Ligue 1.